# Lista de unidades federativas do Brasil por arrecadação
Esta página traz uma lista de unidades federativas do Brasil por arrecadação de tributos gerais segundo dados de 2016 do Ministério da Fazenda (atualmente Ministério da Economia). A arrecadação de tributos administrados pela RFB, como CPMF (extinta) e IOF, é realizada de forma centralizada. Desta forma, não há registro de arrecadação em Estados onde não há matriz de instituição financeira.
A arrecadação das receitas federais por UF, no ano base 2016:
| Posição | Unidade federativa  | Arrecadação (em R$ 1.000,00) |
| ------- | ------------------- | ---------------------------- |
| —       | Brasil              | 1 289 904 179,640            |
| 1       | São Paulo           | 518 819 154,123              |
| 2       | Rio de Janeiro      | 194 874 562,631              |
| 3       | Distrito Federal    | 161 437 925,406              |
| 4       | Minas Gerais        | 70 098 287,003               |
| 5       | Rio Grande do Sul   | 63 230 128,053               |
| 6       | Paraná              | 61 649 557,708               |
| 7       | Santa Catarina      | 45 790 939,765               |
| 8       | Bahia               | 24 933 231,710               |
| 9       | Pernambuco          | 22 609 835,747               |
| 10      | Ceará               | 18 046 611,009               |
| 11      | Espírito Santo      | 17 358 816,881               |
| 12      | Goiás               | 14 578 866,041               |
| 13      | Amazonas            | 13 198 950,022               |
| 14      | Pará                | 9 991 293,120                |
| 15      | Mato Grosso         | 8 991 182,798                |
| 16      | Mato Grosso do Sul  | 7 111 738,834                |
| 17      | Maranhão            | 7 060 392,461                |
| 18      | Paraíba             | 5 745 882,444                |
| 19      | Rio Grande do Norte | 5 252 308,724                |
| 20      | Sergipe             | 3 789 644,447                |
| 21      | Alagoas             | 3 719 648,849                |
| 22      | Piauí               | 3 659 829,189                |
| 23      | Rondônia            | 2 958 777,012                |
| 24      | Tocantins           | 1 930 323,181                |
| 25      | Acre                | 1 184 763,616                |
| 26      | Roraima             | 999 411,393                  |
| 27      | Amapá               | 882 117,470                  |

Em 2022, os 27 estados brasileiros contribuíram com R$ 2,218 trilhões em impostos para o governo federal mas apenas R$ 607,8 bilhões foram repassados de volta pelos governos municipais e estaduais, representando pouco mais de um quarto do valor total arrecadado em tributos federais.
O estado de São Paulo lidera como o estado que mais contribui com impostos federais e o que recebe menos de volta, totalizando R$ 830 bilhões apenas no último ano. Em seguida, destacam-se o Rio de Janeiro (R$ 447 bi), Distrito Federal (R$ 158 bi), Minas Gerais (R$ 141 bi), Santa Catarina (R$ 107 bi), Rio Grande do Sul (R$ 102,8 bi) e Paraná (R$ 100 bi). Por outro lado, entre os estados que menos contribuem estão o Amapá (R$ 1,79 bi), Roraima (R$ 1,8 bi), Acre (R$ 2 bi), Tocantins (R$ 4,8 bi), Rondônia (R$ 5,63 bi), Sergipe (R$ 6,4 bi) e Piauí (R$ 6,7 bi).